# Guido Claus
Guido Claus (Brugge, 27 februari 1931 - Gent, 9 november 1991) was een Vlaams acteur, boksverslaggever van de Volksgazet, café-eigenaar ('Hotsy Totsy Jazz Club'); en broer van schrijver Hugo Claus.

## De 'Hotsy Totsy Jazz Club'
Het verhaal van de 'Hotsy Totsy Club' start in 1973, het jaar waarin zijn jongste broer Johan Claus (1938-2009) het pand - gelegen op de hoek van de Hoogstraat met de Oude Houtlei - inricht en decoreert met voor ogen de gelijknamige 'Hotsy Totsy Club' van Al Capone uit het Chicago van de jaren dertig. In datzelfde jaar nog laat hij de exploitatie over aan broer Guido. 
Op 17 maart 1983 stelde Hugo Claus in de club zijn lang verbeide magnum opus Het verdriet van België voor aan pers en publiek. De publicatie zorgde in de Belgische pers voor een nooit geziene hype. 
Van 1986 tot 1991 vormde Guido Claus met Jan Albert De Bruyne (alias 'Prof. Arnoldus Goedbier') het muzikaal straattheater-duo 'Twee Wezen', speelde hij in de toneelbewerking van Lijmen & Het been (naar Willem Elsschot) in het NTG (september 1986), en vertolkte tevens een tiental rolletjes in films, onder meer in: 'De Loteling' (1973), 'Vrijdag' (1981) en 'Hector' (1987).
In november 1991 overlijdt Guido Claus plots en koopt de Groep Druwel de zaak en het nabijgelegen pand. In 1996 verkoopt de Groep Druwel de zaak aan Patrick De Graeve.